# Terrateig
Terrateig község Spanyolországban, Valencia tartományban. Terrateig Lorcha/L'Orxa, Almiserà, Villalonga és Llocnou de Sant Jeroni községekkel határos. Lakosainak száma 290 fő (2024).

## Népesség
A település népessége az utóbbi években az alábbiak szerint változott:
| Lakosok száma | 210  | 393  | 343  | 337  | 316  | 283  | 284  | 278  | 287  | 290  |
|               | 2001 | 2004 | 2007 | 2009 | 2012 | 2014 | 2017 | 2019 | 2022 | 2024 |